# Gersrod
Gersrod ist ein Siedlungsplatz im Ortsteil Schletzenhausen der Gemeinde Hosenfeld im osthessischen Landkreis Fulda. Im Jahr 1953 wurde die damals noch selbständige Gemeinde Gersrod nach Schletzenhausen  eingegliedert.

## Geografische Lage
Das kleine Dorf liegt etwa einen Kilometer nördlich von Schletzenhausen an der Jossa im vorderen Vogelsberg. Am westlichen Ortsrand verläuft die Landesstraße 3141, die Hosenfeld im Süden mit Hainzell im Norden verbindet.

## Geschichte

### Ortsgeschichte
- Die älteste bekannte schriftliche Erwähnung von Gersrod erfolgte unter dem Namen Gorisrode im Jahr 1265.[1] Damals schenkten die Eheleute Hermann und Agnes von Blankenwald mit Zustimmung des Fuldaer Klosters unter Abt Bertho II. von Leibolz unter anderem auch „den Ort, auf dem sich einst das Dörfchen (villulla) Gerisrode befunden hatte“, für die Gründung des Nonnenklosters Blankenau, in das ihre Tochter Lukardis eintreten sollte. Die „villulla“ war damals bereits Wüstung.

- Vier Jahre später 1269 wurde das Dorf Goresroda in einer Urkunde des Abtes Bertho II. erwähnt.

- 1284 erscheint Gorimsrode in einem Abkommen zwischen dem Kloster Blankenau und Simon von Blankenwald. Aus welchem Grunde der vielleicht im 10. Jahrhundert entstandene Ort schon so früh zur Wüstung wurde, ist unbekannt ebenso die Zeit der Wiederbesiedlung.

- Das Dorf erscheint 1376 wiederum, und zwar in einer Urkunde des Propstes Sibold Wambold von Blankenau. Sibold gewährte dem Ritter Johann von Blankenwald die lebenslange Nutznießung einiger Güter in dem Dorfe Gorisrode.

- 1811 hatte das Dorf 7 Feuerstätten mit 53 Seelen während Lübeck, Verfasser des Buches „Alte Ortschaften des Fuldaer Landes, Band 2“, in 1936 52 Einwohner nennt.

- 1812 wird es Kirschroth genannt.

- 1952 gab es in Gersrod noch 25 landwirtschaftliche Betriebe.

Zum 1. April 1953 gab der Ort seine Selbstständigkeit auf und wurde in die benachbarte Gemeinde Schletzenhausen eingegliedert. Schletzenhausen wurde im Zuge der Gebietsreform in Hessen zum 31. Dezember 1971 auf freiwilliger Basis in die Großgemeinde Hosenfeld eingegliedert und zählt zu den acht Ortsteilen, die heute die Gemeinde Hosenfeld bilden.

### Verwaltungsgeschichte im Überblick
Die folgende Liste zeigt die Staaten und Verwaltungseinheiten, denen Gersrod  angehört(e):
- vor 1803: Heiliges Römisches Reich, Hochstift Fulda, Propsteiamt Blankenau
- 1803–1806: Heiliges Römisches Reich, Fürstentum Nassau-Oranien-Fulda,[Anm. 2] Fürstentum Fulda, Amt Blankenau
- 1806–1810: Kaiserreich Frankreich,[Anm. 3] Fürstentum Fulda (Militärverwaltung)
- 1810–1813: Großherzogtum Frankfurt, Departement Fulda, Distrikt Großenlüder
- ab 1816: Kurfürstentum Hessen, Großherzogtum Fulda, Amt Großenlüder[4]
- ab 1821: Kurfürstentum Hessen, Provinz Fulda, Kreis Fulda[Anm. 4]
- ab 1848: Kurfürstentum Hessen, Bezirk Fulda
- ab 1851: Kurfürstentum Hessen, Provinz Fulda, Kreis Fulda
- ab 1867: Norddeutscher Bund,[Anm. 5] Königreich Preußen,[Anm. 6] Provinz Hessen-Nassau, Regierungsbezirk Kassel, Kreis Fulda
- ab 1871: Deutsches Reich,  Königreich Preußen, Provinz Hessen-Nassau, Regierungsbezirk Kassel, Kreis Fulda
- ab 1918: Deutsches Reich, Freistaat Preußen, Provinz Hessen-Nassau, Regierungsbezirk Kassel, Kreis Fulda
- ab 1944: Deutsches Reich, Freistaat Preußen, Provinz Kurhessen, Landkreis Fulda
- ab 1945: Deutsches Reich, Amerikanische Besatzungszone,[Anm. 7] Groß-Hessen, Regierungsbezirk Kassel, Landkreis Fulda
- ab 1946: Deutsches Reich, Amerikanische Besatzungszone, Hessen, Regierungsbezirk Kassel, Landkreis Fulda
- ab 1949: Bundesrepublik Deutschland, Hessen, Regierungsbezirk Kassel, Landkreis Fulda
- ab 1953: Bundesrepublik Deutschland, Hessen, Regierungsbezirk Kassel, Landkreis Fulda, Gemeinde Schletzenhausen
- ab 1972: Bundesrepublik Deutschland, Hessen, Regierungsbezirk Kassel, Landkreis Fulda, Gemeinde Hosenfeld

### Einwohnerentwicklung
| • 1812: | 7 Feuerstellen, 53 Seelen |

| Blankenau: Einwohnerzahlen von 1812 bis 1950 | Blankenau: Einwohnerzahlen von 1812 bis 1950 | Blankenau: Einwohnerzahlen von 1812 bis 1950 | Blankenau: Einwohnerzahlen von 1812 bis 1950 | Blankenau: Einwohnerzahlen von 1812 bis 1950 |
| --- | -------------------------------------------- | -------------------------------------------- | -------------------------------------------- | -------------------------------------------- |
| Jahr |                                              |                                              |                                              | Einwohner                                    |
| 1812 | 1812                                         |                                              | 53                                           | 53                                           |
| 1834 | 1834                                         |                                              | 64                                           | 64                                           |
| 1840 | 1840                                         |                                              | 60                                           | 60                                           |
| 1846 | 1846                                         |                                              | 63                                           | 63                                           |
| 1852 | 1852                                         |                                              | 64                                           | 64                                           |
| 1858 | 1858                                         |                                              | 66                                           | 66                                           |
| 1864 | 1864                                         |                                              | 62                                           | 62                                           |
| 1871 | 1871                                         |                                              | 62                                           | 62                                           |
| 1875 | 1875                                         |                                              | 67                                           | 67                                           |
| 1885 | 1885                                         |                                              | 65                                           | 65                                           |
| 1895 | 1895                                         |                                              | 53                                           | 53                                           |
| 1905 | 1905                                         |                                              | 58                                           | 58                                           |
| 1910 | 1910                                         |                                              | 65                                           | 65                                           |
| 1925 | 1925                                         |                                              | 51                                           | 51                                           |
| 1939 | 1939                                         |                                              | 54                                           | 54                                           |
| 1946 | 1946                                         |                                              | 86                                           | 86                                           |
| 1950 | 1950                                         |                                              | 73                                           | 73                                           |
| Datenquelle: Historisches Gemeindeverzeichnis für Hessen: Die Bevölkerung der Gemeinden 1834 bis 1967. Wiesbaden: Hessisches Statistisches Landesamt, 1968. Weitere Quellen: LAGIS |                                              |                                              |                                              |                                              |

## Religionen
Gersrod gehörte früher zur Pfarrei Blankenau. 1966 kam es zur Filialgemeinde St. Nikolaus Schletzenhausen, die zur römisch-katholischen Pfarrei St. Peter und St. Paul in Hosenfeld gehört. In Schletzenhausen befindet sich die Filialkirche St. Nikolaus.